# Patricia Heredia
Patricia Heredia Gil (Huesca, 1980) es una ingeniera en telecomunicaciones y divulgadora científica española, cofundadora de la empresa tecnológica y educativa MiniVinci, que busca acercar la ciencia y la tecnología a la sociedad. En 2021, ganó el premio Innovactora Winn de la plataforma Innovactoras por su canal de YouTube de divulgación científica ValPat STEAM, que desarrolla con Valeria Corrales.

## Trayectoria
Heredia nació en Huesca en 1980 y estudió Ingeniería Superior en Telecomunicaciones en la Universidad de Zaragoza. Se especializó en diseño electrónico, programación de diseños embebidos y redes embarcadas y es experta en sistemas de Linux. Fundó MiniVinci en 2016, una academia donde se enseña sobre robótica, electrónica, diseño a niños y niñas, jóvenes y adolescentes.
Dos años después, en 2018, Heredia creó junto a Valeria Corrales, una alumna a quien había conocido en un taller un tiempo antes, un canal de YouTube de divulgación científica llamado ValPat STEAM que, en febrero de 2022 contaba con más de 9 000 suscriptores. El objetivo de este espacio es fomentar el uso de la robótica y la tecnología entre niños y niñas y acercarlos a las tecnologías de forma creativa y lúdica.
Ese mismo año, Heredia fundó una asociación sin ánimo de lucro llamada Mulleres Tech de la que también forma parte la ingeniera Esther Borao. La finalidad de esta organización es visibilizar a las mujeres en el ámbito del sector digital destacando la parte divulgativa en el área STEAM (Science, Technology, Engineering, Arts and Maths) para fomentar estas vocaciones entre las mujeres. Ha coorganizado la iniciativa Women TechMakers Zaragoza, promovida por Google, para visibilizar y crear referentes femeninos en Aragón y romper con la brecha digital de género, así como impulsar el interés de las niñas hacia las carreras tecnológicas.
En 2019, Heredia formó parte de las 41 mujeres aragonesas que están recogidas en el libro Aragonesas con Voz Propia, donde se ha dado voz a mujeres de Aragón que forman parte del patrimonio para fomentar referentes femeninos de las artes, las humanidades, la ciencia, la tecnología y la educación. En 2020 MiniVinci recibió el premio a Empresa Junior en los XIX premios de la Sociedad de la información y recibió una mención especial en el IV Premio Pyme del año realizados en Huesca.

## Reconocimientos
En 2019, Heredia recibió el Premio Innovadoras TIC que otorga la Fundación Cibervoluntarios. Esta ONG española, fundada en 2001, promueve el uso de la tecnología entre la sociedad para intentar reducir las brechas existentes. Ese mismo año, su empresa MiniVinci recibió el premio Empresa Junior en los XIX Premios de la Sociedad de la Información, que concede la Asociación de Ingenieros en Telecomunicación de Aragón.
Posteriormente, en 2020, la Cámara de Comercio de Huesca hizo una mención especial a Heredia en el IV Premio Pyme del año de Huesca, por su labor de promoción de las vocaciones STEAM. Al año siguiente, en 2021, recibió el premio Innovactora Winn de la plataforma Innovactoras por su canal de YouTube de divulgación científica ValPat STEAM, que desarrolla con Valeria Corrales. ValPat STEAM es, además, uno de los diez canales recomendados para aprender robótica por el canal ADSLZone.
En 2023, la revista Forbes la incluyó en su lista de los 100 españoles más creativos en el mundo de los negocios.
Obtuvo, junto a Valeria Corrales, el Premio Altoaragoneses del año 2023 en la categoría Sociedad. Asimismo, con Corrales consiguió el galardón eWoman 2024 en la categoría de Nueva Economía.
En 2025, fue nombrada Ingeniera del Año en Aragón en la 25ª edición de la Noche de las Telecomunicaciones y la Sociedad de la Información de Aragón, cita anual de profesionales del sector.